# Pays royasque

Carte du Pays royasque (en royasque)

Le Pays royasque ou Tèra ruiasca est le pays occitan situé dans la haute vallée de la Roya, à cheval entre la France et l’Italie. Le dialecte traditionnel de ce territoire a été le royasque (ruiascu).
Le dialecte royasque est structurellement génois, mais profondément occitanisé. En Italie, les communes du pays royasque ont marqué leur territoire comme occitan, afin de pouvoir bénéficier de la politique prévue pour les langues minoritaires (loi n°482 de 1999).

## Communes et villages royasques
Ci-dessous sont les villages où le dialecte royasque était traditionnellement parlé. Entre parenthèses sont écrits les noms en dialecte local.
En France:
Dans les Alpes-Maritimes:
- Breil-sur-Roya (Brelh de Ròia en occitan, Brègl en brigasque).
- La Brigue (Ra Briga)
- Fontan (Funtan)
- Saorge (Sauèrge en royasque, Savurgë en brigasque)
- Tende (Tenda)

En Italie
Dans la province de Coni:
- Briga Alta (Ra Briga Auta)
- Commune d’Ormea: le village ("frazione") Viozene (Viuṡèna)

Dans la province d'Imperia:
- Olivetta San Michele (Auřivéta San Michèe)
- Commune de Triora (Triêua): les villages de Realdo (Rêaud) et Verdeggia (Vërdégia)

## Terre brigasque
Une partie du Pays royasque, centré sur l’ancienne commune de Briga, s'appelle Terra brigasca.